# Футура (журнал)
Футура (хорв. Futura) — хорватський журнал, присвячений фантастиці, насамперед науково-фантастичній літературі. 

## Історія
Часопис почав виходити в жовтні 1992 року у друкарні загребського підприємства «Bakal d.o.o.» як неофіційний наступник «Сіріуса», який видавався з квітня 1976 по грудень 1989 року. На початку в ньому друкувалися лише іноземні автори, але з приходом нового редактора Крста Мажуранича редакційна політика змінилася і у майже кожному числі стали з'являтися одне-два оповідання місцевих письменників, що сприяло розвитку нового покоління хорватських авторів наукової фантастики в середині 90-х, серед яких особливо вирізнялися Марина Ядрейчич, Татьяна Ямбришак, Дарко Мацан та Александар Жиляк.
Упродовж 2000 та 2001 років «Футура» перестала додержуватися доти регулярного щомісячного виходу, а починаючи з 94-го номера в липні 2001 року видання часопису перебрала на себе фірма «Strip-agent d.o.o.» із Загреба. Журнал виходив регулярно по 2004 рік, але у 2005 році вийшло тільки шість чисел, 2006 року — три номери, а в 2007 році — лише один, після чого припинив існування без офіційного оголошення.  